# Conognatha celineae
Conognatha celineae es una especie de escarabajo del género Conognatha, familia Buprestidae. Fue descrita científicamente por Moore & Lander en 2010.